# Verbální komunikace
Verbální komunikace (z lat. verbum, slovo) znamená komunikaci prostřednictvím jazyka a řeči. Verbální komunikace charakterizuje člověka vůči jiným společensky žijícím živočichům, a s nimiž ho naopak spojuje komunikace neverbální (nonverbální) – komunikace gesty, mimikou a podobně.

## Verbální a neverbální komunikace
Na rozdíl od neverbální komunikace, která je bezprostředně vázána na situaci a může být široce srozumitelná, vyznačuje se verbální komunikace hlavně těmito rysy:
- užívá artikulovanou řeč, tvořenou hláskami, slovy a větami
- je vázána na určitý jazyk
- jeho slova jsou symboly s více méně stálým a určitým významem, který není zcela závislý na souvislosti a situaci
- proto může vyjadřovat i témata a obsahy nepřítomné, například minulé, vzdálené nebo budoucí
- případně i neskutečné a fantazijní, například v literatuře nebo mýtu.

## Předpoklady verbální komunikace
Člověk je pro verbální komunikaci vybaven fyziologicky, například utvářením a umístěním hlasivek a svalovou ovladatelností jazyka a rtů, jednak patrně vrozenou schopností jazyk se naučit. Sám jazyk však patří do oblasti kultury a každý jednotlivec se jej musí naučit. Ve společnostech, které neznají písmo, se jazyk udržuje pouze předáváním z generace na generaci a pokud se toto předávání přeruší, jazyk vymře. Jazyk a řeč úzce souvisejí s intelektuálními schopnostmi a silně ovlivňují i lidské myšlení. Složitější formy spolupráce, organizace společnosti a zejména shromažďování a předávání znalostí, myšlenek a technik nejsou bez verbální komunikace patrně možné.